# Västerviks FF
Västerviks Fotbollförening, ofta förkortat Västerviks FF eller VFF, är en svensk fotbollsklubb från Västervik, Småland. Klubben grundades den 7 januari 1988 då klubbarna Jenny BK och VAIS slogs ihop. VFF spelar i landets femte högsta serienivå, Division 3. Hemmamatcherna spelas på Bökensved, vilket klubben har gjort sedan den grundades. 
Västerviks FF är en av de största fotbollsföreningarna i Kalmar län sett till antalet medlemmar med 800 medlemmar varav cirka 500 är barn och ungdomar.
Klubben vann år 2019 Division 4 och spelade därmed säsongen 2020/21 i Division 3 för första gången sedan 2006.

## Historia

### Jenny BK och Västerviks AIS går samman: 1988
Redan år 1928 ville ledande personer i Västervik att klubbarna Västerviks AIS och IFK Västervik skulle gå samman och grunda Västerviks FF. Detta var något som inte var aktuellt just då, men 60 år senare skulle idén bli till verklighet. Istället för IFK Västervik blev Jenny BK den klubb som tillsammans med Västerviks AIS skulle grunda Västerviks FF.
Efter många års diskussioner blev det allvar i samtalen under hösten 1987 angående en sammanslagning av Jenny BK och Västerviks AIS. Jenny BK hade bra ekonomi och en stark ungdomsverksamhet medan VAIS hade ett bättre A-lag i och med att man spelade i Div. III. VAIS hade ingen större ungdomsverksamhet och ekonomin var ansträngd.
Torsdagen den 7 januari 1988 sskrev Jenny BK och VAIS idrottshistoria i Västervik. Båda klubbarna var samlade till årsmöte i var sin lokal i Folkets Hus och det var den kvällen som Västerviks FF (VFF) bildades.
Jenny BK tog beslutet om nedläggning med 138 ja-röster och två nedlagda. Hos VAIS var det tuffare tag. 98 medlemmar sade ja till nedläggningen, 33 sade nej, fyra röstsedlar var blanka och två var ogiltiga. Efter klubbarnas årsmöten var det gemensam samling i Teatersalongen, där Västerviks FF bildades. Föreningens förste ordförande blev Christer Svedebäck. I övrigt fick styrelsen den här sammansättningen: Per Larsson, vice ordförande, Björn Adolfsson, sekreterare, Lennart Pettersson, kassör, Arne "Moffe" Johansson, Sture Johansson, Sven-Åke Lindblad, Jan Svensson, Kjell Söderqvist och Ove Thörnlöf.

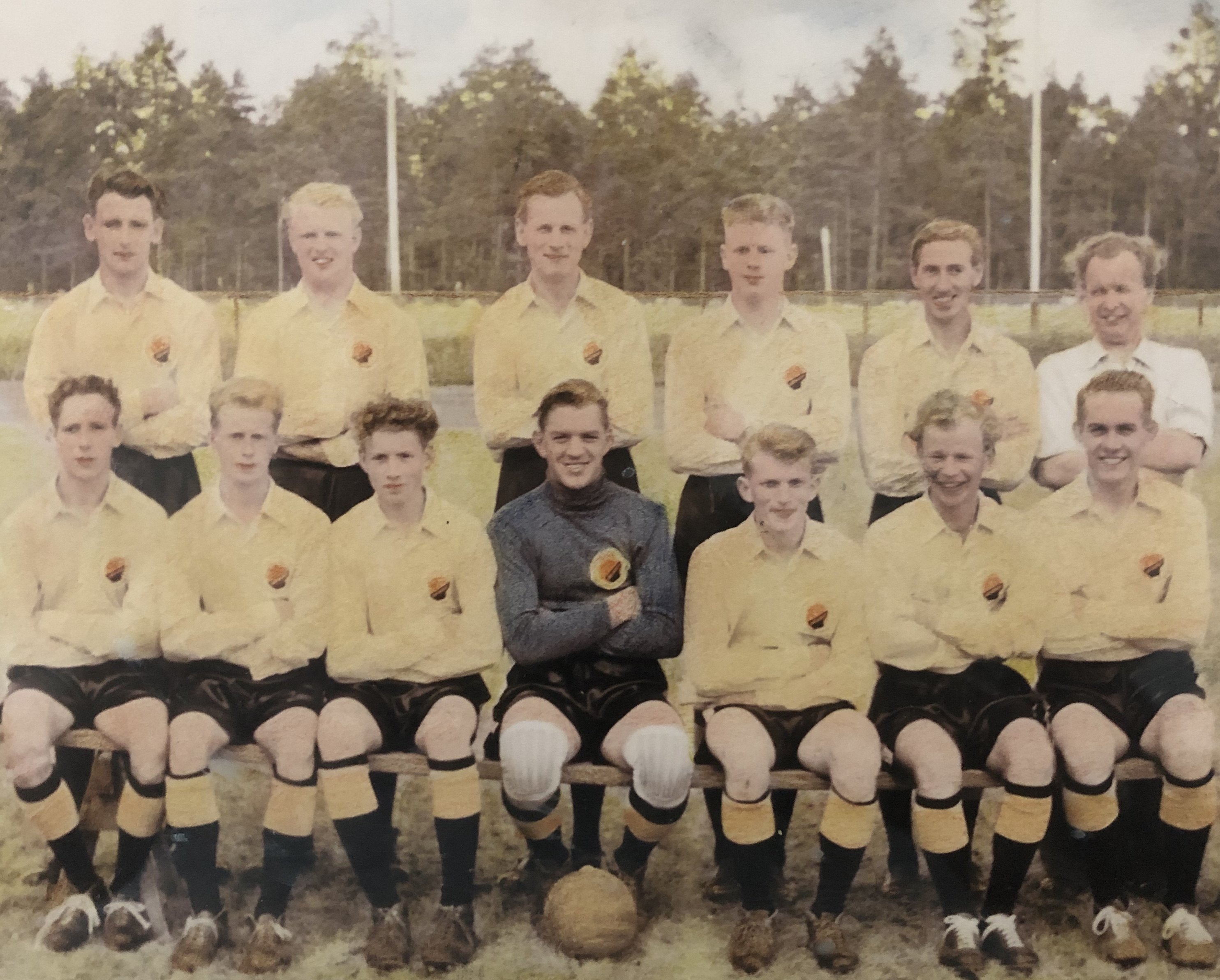
Jenny BK, klubben som sedan slogs ihop med VAIS och bildade Västerviks FF.

Ordförande i damsektionen: Benny Pettersson, herrsektionen: Tomas Östin, ungdomssektionen: Hans Svensson, ekonomisektionen: Lennart Pettersson, marknadssektionen: Sven-Åke Lindblad. VFF:s första budget slutade på 1,5 miljoner kronor. Klubben räknade med att ha 35 lag i träning och spel under premiäråret. Sten-Bertil Myhrén blev VFF:s förste seniortränare, Benno Magnusson andretränare och Tord Eriksson lagledare. Damlaget leddes av Marie Bengtsson, Nils Ragnarsson och Classe Jacobsson. Klubbdräkten blev helgul och plötsligt började det pratas fotboll på stan.

### Meriterade nyförvärv och storsatsning: 1988–1990
Det första året som nybliven förening ställdes man mot Luton Town i en träningsmatch på Bökensved. Luton, som vid det här laget spelade i den engelska högsta ligan, samt var regerande ligacupmästare i landet (3–2-vinst i finalen över Arsenal på Wembley) vann med 2–1 mot VFF inför 587 åskådare.
När VFF bildades var målsättningen att klubben skulle bli ett etablerat Division II-lag, nuvarande Division 1, inom de närmaste åren samt ha en bred och aktiv ungdomsverksamhet. Föreningen gjorde flera spektakulära värvningar för att lyckas med sin målsättning. Först ut var Lennart Weidenstolpe som kom från IFK Norrköping 1989 som spelande tränare under flera år. Inför 1990 värvades skyttekungen Leif Eriksson och islänningen Torir Olafsson. Under höstsäsongen förstärkte ex-proffset Janne Svensson laget för att klara nytt kontrakt. Inför 1991 värvades ryssen Sergej Prigoda från allsvenska Östers IF. Vid två tillfällen var VFF nära att nå målsättningen Div. II-spel.

### Etablerat Div. III-lag: 1990–1996
Under många år var VFF ett etablerat lag i Div. III, men 1996 åkte laget ur trean efter att ha misslyckats i kvalspelet. Efter det var VFF en jojo-klubb mellan trean och fyran. Något som påverkade VFF:s verksamhet i mitten av 1990-talet var investeringarna som gjordes vid Karstorp, bland annat uppbyggnaden av det nya klubbhuset, Karstorps Gård. I och med byggandet av klubbhuset blev ekonomin så pass styrd att klubben inte hade råd att värva dyrt. VFF valde med andra ord att investera i klubben istället för i dyra fotbollsspelare, menade den dåvarande ordförande Christer Svedebäck.

### VFF tvångsnedflyttar sitt eget A-lag: 2004–2020
VFF åkte ur Division III säsongen 2004 efter att laget endast tagit 4 vinster på 22 omgångar. Men tiden i Division IV skulle inte bli långvarig. Klubben tog steget upp till Division III säsongen därpå, tack vare flera meriterade nyförvärv. Bland annat värvades målvakten och Västervikssonen Anders Jonsson hem från allsvenska IF Elfsborg samt Rikard Johansson från IFK Uddevalla. Som nykomlingar i Division III gjorde laget en helt godkänd säsong efter att man slutade i mitten av tabellen.
Efter säsongen 2006 tog VFF ett chockerande beslutet då man tvångsnedflyttade sitt eget A-lag ut ur Div. III och därmed till spel i Div. IV (4). Beslutet fick skarp kritik från flera håll, inte minst från den dåvarande styrelsemedlemmen och en av grundarna till föreningen, Sven-Åke Lindblad. Lindblad blev så upprörd och besviken angående beslutet att han sa upp sitt medlemskap.
Det skulle dröja hela 13 säsonger innan klubben skulle kvalificera sig tillbaka till Division 3. Detta gjorde man säsongen 2019 efter att laget toppat tabellen större delen av året och vunnit 13 av 22 matcher. Ergest Fasko blev intern skyttekung med 5 fullträffar medan Fredrik Lindhe hade mest speltid med 1890 matchminuter.

### Modern tid: 2020–
Väl tillbaka i Division 3 klarade sig laget kvar i divisionen med 2 poäng från negativt kval efter sista omgången. Sedan dess har klubben lagt fokus på att etablera sig i divisionen, vilket man gjort med goda marginal.
Västerviks FF är sedan många år tillbaka en ideell förening. Med sina drygt 800 medlemmar är föreningen en av de klubbar som har mest medlemmar i hela Västerviks kommun. Antal medlemmar i föreningen har ökat med cirka 200 de senaste åren, vilket man bland annat tror kan bero på klubbens värdegrund, (VFF-modellen). VFF-modellen syftar till att så många barn och ungdomar ska fortsätta spela fotboll så länge som möjligt, därefter lyder VFF:s slogan: "Så många som möjligt - så länge som möjligt". Som kvitto för sitt engagemang för barn och ungdomar blev föreningen utsedd till "Årets ungdomsförening" av Smålands FF år 2017.

## Truppen

### Spelartruppen 2023

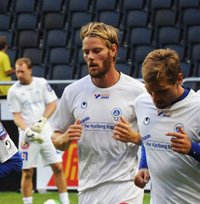
Oscar Möller hade VFF som moderklubb, samtidigt som han gjorde över 50 allsvenska matcher för Åtvidabergs FF.

| Nummer      | Land      | Spelare                 | Födelsedatum     | Kom ifrån       |
| Målvakter   | Målvakter | Målvakter               | Målvakter        | Målvakter       |
| ----------- | --------- | ----------------------- | ---------------- | --------------- |
| 1           | Sverige   | Elias Swärd             | 10 april 2004    | Västerviks FF   |
| 94          | Sverige   | Albin Liffner           | 3 april 1994     | IFK Västervik   |
| -           | Sverige   | Isac Hildingsson        | 27 juni 1998     | IFK Lidingö     |
| Försvarare  |           |                         |                  |                 |
| 3           | Sverige   | Ville Grönwall          | 27 mars 2005     | Västerviks FF   |
| 16          | Sverige   | Jonathan Fält Öhr       | 25 april 1994    | Vimmerby IF     |
| 17          | Sverige   | Mehmet Tekbas           | 2 juli 2004      | Västerviks FF   |
| 20          | Sverige   | Simon Walett            | 5 juli 1994      | Gunnebo IF      |
| 21          | Albanien  | Olsjan Xhafa            | 19 november 1991 | Västerviks FF   |
| -           | Sverige   | Vilgot Brigersson       | 2 september 2004 | Tjust IF FF     |
| -           | Sverige   | Abdiwahab Rashid Yusef  | 1 augusti 2005   | IFK Västervik   |
| -           | Sverige   | Tobias Bertilsson       | 5 maj 1988       | IFK Västervik   |
| –           | Sverige   | Nils Alfonsson          | 3 juni 1996      | IFK Västervik   |
| Mittfältare |           |                         |                  |                 |
| 8           | Sverige   | Anton Ekberg            | 1 februari 2004  | Överums IK      |
| 14          | Sverige   | Nils Söderquist         | 20 oktober 1999  | Okänd           |
| 15          | Sverige   | Simon Larsson           | 13 december 1992 | Vimmerby IF     |
| 25          | Sverige   | Daniel Engel            | 11 november 1991 | IFK Hässleholm  |
| -           | Sverige   | Jens Karlsson           | 9 juli 1990      | Gunnebo IF      |
| -           | Sverige   | Fabian Ring             | 23 oktober 1999  | Ankarsrums IS   |
| -           | Sverige   | Oscar Ring              | 4 maj 1994       | Ankarsrums IS   |
| -           | Sverige   | Abdirahman Aydarus Abdi | 15 mars 2004     | Tjust IF FF     |
| -           | Sverige   | Rasmus Abrahamsson      | 20 februari 2004 | Oskarshamns AIK |
| -           | Sverige   | Calle Sjögren           | 23 juli 1996     | Västerviks FF   |
| -           | Sverige   | Karl-Viktor Söderquist  | 26 april 1997    | Okänd           |
| Anfallare   |           |                         |                  |                 |
| 11          | Sverige   | Simon Sandholm          | 3 november 1999  | Åtvidabergs FF  |
| 12          | Sverige   | Christopher Sjöblad     | 2 april 1995     | IFK Västervik   |
| -           | Sverige   | Ali Sherif              | 1 januari 1998   | IFK Västervik   |
| -           | Sverige   | Dino Kamenjas           | 31 maj 2000      | Mönsterås GOIF  |
| -           | Sverige   | Albin Kito              | 14 juli 2004     | IFK Västervik   |

### Nyförvärv/förluster 2023
In:
- Albin Kito från IFK Västervik
- Vilgot Birgersson från Tjust IF FF
- Abdiwahab Rashid Yusef från IFK Västervik
- Abdirahman Aydarus Abdi från Tjust IF FF
- Rasmus Abrahamsson från Oskarshamns AIK
- Ali Sherif från IFK Västervik
- Fabian Ring från Ankarsrums IS
- Oscar Ring från Ankarsrums IS
- Jens Karlsson från Gunnebo IF
- Dino Kamenjas från Mönsterås GOIF

Ut:
- Johan Lundin till IFK Tuna
- Fredrik Lindhe till Tjust IF FF
- Melvin Svensson till Hjorted/Totebo IF

### Tränare 2023
| Position             | Namn                |
| -------------------- | ------------------- |
| Huvudtränare         | Magnus Fält         |
| Assisterande tränare | Jonathan Fält Öhr   |
| Lagledare            | Göran Andersson     |
| Lagledare            | Per-Inge Gustavsson |

## Hemmaarena
Västerviks FF spelar sina hemmamatcher på Bökensved, där även stadskonkurrenten och rivalen IFK Västervik spelar sina hemmamatcher. Klubben tränar och bedriver dock sin verksamhet på Karstorp som är beläggen vid stadens södra del, där ligger även föreningens klubbhus, Karstorps Gård. På Bökensved finns tre fotbollsplaner, varav en är konstgräs med belysning.

VFF:s klubbhus vid Karstrop.

## Rivalitet
Västerviks FF och IFK Västervik är sedan flera år tillbaka kommunens två största och mest framgångsrika fotbollsklubbar. Det första mötet mellan klubbarna i seriesammanhang skedde våren 1994 när VFF tog emot IFK i dåvarande Division III. Matchen vann VFF med 2–0 som spelades inför 1 433 åskådare på Bökensved.
Under säsongen 2018/19 spelade de båda lagen i samma division för första gången på 20 år. VFF vann båda mötena mellan lagen (2–0, 3–2) och det blev publikrekord för båda klubbarna. I genomsnitt kom det cirka 900 personer på de båda matcherna. Mest publik kom det när VFF hade hemmaplan då cirka 1 000 personer kom till Bökensved.

### Möteshistorik
(Statistiken visar endast seriesammanhang)
| Match    | Match    | Match    | Datum           | Tävlingsform           |
| Hemmalag | Resultat | Bortalag | Datum           | Tävlingsform           |
| -------- | -------- | -------- | --------------- | ---------------------- |
| VFF      | 2–0      | IFK      | Våren: 1994     | Division III           |
| IFK      | 1–1      | VFF      | Hösten: 1994    | Division III           |
| VFF      | 1–1      | IFK      | Våren: 1995     | Division III           |
| IFK      | 3–1      | VFF      | Hösten: 1995    | Division III           |
| IFK      | 2–2      | VFF      | 1996            | Kval till Division III |
| VFF      | 1–1      | IFK      | Våren: 1997     | Division IV            |
| IFK      | 3–2      | VFF      | Hösten: 1997    | Division IV            |
| IFK      | 0–1      | VFF      | Våren: 1998     | Division IV            |
| VFF      | 0–3      | IFK      | Hösten: 1998    | Division IV            |
| VFF      | 3–2      | IFK      | Våren: 1999     | Division IV            |
| IFK      | 0–2      | VFF      | Hösten: 1999    | Division IV            |
| IFK      | 0–2      | VFF      | 18 maj 2019     | Division 4             |
| VFF      | 3–2      | IFK      | 24 augusti 2019 | Division 4             |

## Tabellplaceringar
| Säsong | Nivå   | Division   | Sektion            | Placering | Upp- eller nedflyttning |
| ------ | ------ | ---------- | ------------------ | --------- | ----------------------- |
| 2014   | Nivå 6 | Division 4 | Nordöstra          | 1         | Uppflyttning till Elit  |
| 2015   | Nivå 6 | Division 4 | Elit Östra         | 4         |                         |
| 2016   | Nivå 6 | Division 4 | Elit Östra         | 4         |                         |
| 2017   | Nivå 6 | Division 4 | Östra              | 2         |                         |
| 2018   | Nivå 6 | Division 4 | Östra              | 5         |                         |
| 2019   | Nivå 6 | Division 4 | Nordöstra          | 1         | Uppflyttning            |
| 2020   | Nivå 5 | Division 3 | Nordöstra Götaland | 8         |                         |
| 2021   | Nivå 5 | Division 3 | Nordöstra Götaland | 4         |                         |
| 2022   | Nivå 5 | Division 3 | Nordöstra Götaland | 7         |                         |

## Samarbetsklubb
I december 2021 ingick Västerviks FF ett officiellt samarbete med Division 5-klubben Gunnebo IF i syfte att stärka båda klubbarnas verksamhet. Samarbete går ut på att spelare som är kontrakterade och tränar med VFF kan spela matcher med Gunnebo. Samarbetet ger även möjligheten att göra regelrätta övergångar mellan klubbarna, vilket innebär att spelare som fått ett genombrott i Gunnebo och är redo för spel i högre divisioner har chansen att göra det via spel med VFF.

## Damlaget
Västerviks Damfotboll är ett samarbete mellan Västerviks FF och IFK Västervik med målet att stärka damfotbollen i Västervik. Säsongen 2021 spelade A-laget i Division 3 medan B-laget höll till i Division 4. Ledarstaben består av Tobias Ring, Mikael Gunnarsson och Fredrik Walfridsson. I oktober 2021 kvalificerade sig A-laget upp till Division 2 efter man vunnit serien på målskillnad.